# Lagostomus
Lagostomus is een geslacht van zoogdieren uit de familie van de wolmuizen (Chinchillidae). De wetenschappelijke naam van het geslacht werd in 1828 gepubliceerd door Joshua Brookes.

## Soorten
Er wordt één soort in dit geslacht geplaatst:
- Lagostomus maximus Desmarest, 1817 – Viscacha